# Saint-Pierre-de-Bailleul
Saint-Pierre-de-Bailleul è un comune francese di 1 037 abitanti situato nel dipartimento dell'Eure nella regione della Normandia.

## Società

### Evoluzione demografica
Abitanti censiti